# Koplárovics Béla
Koplárovics Béla (Barcs, 1981. június 9. –) magyar labdarúgó. A 2002–2003-as UEFA-bajnokok ligája-selejtezőjében, a Manchester Unitednek lőtt győztes gólja tette országszerte ismertté.

## Pályafutása

### Klubcsapatban
A labdarúgással szülővárosában ismerkedett meg, játékával felkeltette a Hévíz labdarúgócsapatának érdeklődését, amely leigazolta.
Az itt nyújtott jó formájára felfigyeltek a csapattal szoros viszonyt ápoló ZTE szakemberei, így a 2002–2003-as évet már az újdonsült bajnokcsapatnál kezdhette.
Az idény első mérkőzésein rendre csereként számított rá Bozsik Péter, így a Manchester United elleni BL-selejtezőn is.
Ekkor a 83. percben lépett pályára és a 91. percben Szamosi Tamás bal oldali beadásából közelről gólt lőtt. Ezzel a góljával országos ismertségre tett szert, de csapatában nem tudott igazán meghatározó játékossá válni. A visszavágón, az Old Traffordon a "vörös ördögök" 5–0-ra ütötték ki a ZTE-et, ahol ő nem játszott. Az első összecsapáson született találatáról egy dal is készült "Koplárovics Béla király" címmel.
A 2006-os év a sérüléséről szólt, a térdében részlegesen elszakadt az egyik belső szalag.
Hosszú lábadozást követően a 2007–2008-ban újjáalakult ZTE egyik meghatározó játékosává vált.
A 2007–2008-as szezonban 27 bajnoki mérkőzésen lépett pályára (nyolcszor csereként), 4 gólt szerzett, és összesen 1721 percet töltött a pályán. A Ligakupában 8 mérkőzésen 5 gólt szerzett, míg az NB III Bakony-csoportjában szereplő ZTE II. együttesében 3 mérkőzésen (208 perc) jutott szóhoz, egyszer talált be az ellenfelek hálójába.
2008 nyarán a Pécsi MFC csapatához igazolt.
2010-ben az iráni másodosztályban szereplő Sensza Arákhoz igazolt, ahol szinte rögtön megsérült. A rehabilitáció során sem kapta már meg a fizetését a klub anyagi gondjai miatt, ezért is két hónap után elhagyta a klubot. Ezután Barcson edzett, majd visszatért Hévízre. Miután a csapata kiesett a Kozármisleny SE-hez igazolt 2 évre.
2011 nyarán osztrák hatodosztályú TSV Ultzenaich csapatához ment. Egy 2015-ös interjúban elmondta, hogy a United elleni találata nagyon negatívan befolyásolta pályafutását, emellett lezárta a múltat és civilként, családapaként él Ausztriában, ahol egy repülőgép-alkatrészeket gyártó cég alkalmazottja lett, ezenkívül már nem a labdarúgás mérvadó az életében. A 2020–2021-es idényt kihagyta és szünetet tartott, majd egy kis délnyugati mezőváros, az Obernberg am Inn helyi klubjában kezdett játszani.

### A válogatottban
2004-ben Lothar Matthäus behívta a thaiföldi Király-kupára utazó válogatott keretbe, kétszer pályára is lépett. November 30-án az 53. percben Rósa Henriket váltva Szlovákia ellen debütált a nemzeti csapatban. 3 nap múlva Észtország ellen már kezdőként lépett pályára, igaz csak egy félidőt játszott.

## Sikerei, díjai

### Klubcsapatokban
Zalaegerszeg
- Magyar bajnokság 3. helyezett: 2006–2007

## Statisztika

### Mérkőzései a válogatottban
| Magyarország | Magyarország       | Magyarország  | Magyarország | Magyarország | Magyarország | Magyarország | Magyarország | Magyarország |
| #            | Dátum              | Helyszín      | Hazai        | Eredmény     | Vendég       | Kiírás       | Gólok        | Esemény      |
| ------------ | ------------------ | ------------- | ------------ | ------------ | ------------ | ------------ | ------------ | ------------ |
| 1.           | 2004. november 30. | Bangkok (THA) | Magyarország | 0 – 1        | Szlovákia    | Király-kupa  | -            | 53'          |
| 2.           | 2004. december 2.  | Bangkok (THA) | Magyarország | 5 – 0        | Észtország   | Király-kupa  | -            | 46'          |
|              | Összesen           |               |              | 2            | mérkőzés     |              | 0            | gól          |